# Rudolf Brun

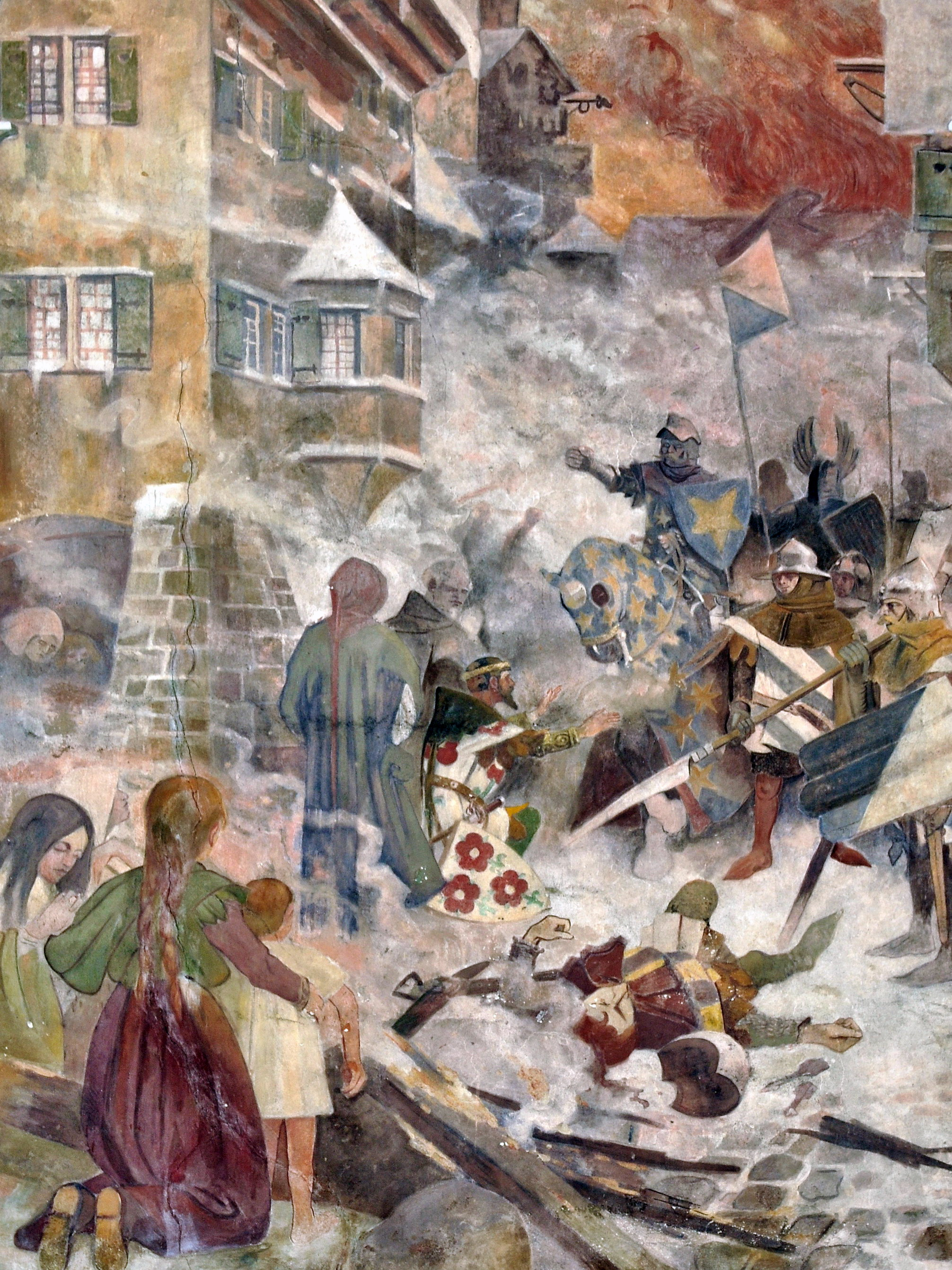
Rudolph Brun, desterrando a los habitantes Rapperswil, Navidad de 1350. Pintura en el muro de la casa Curti en Rapperswil.

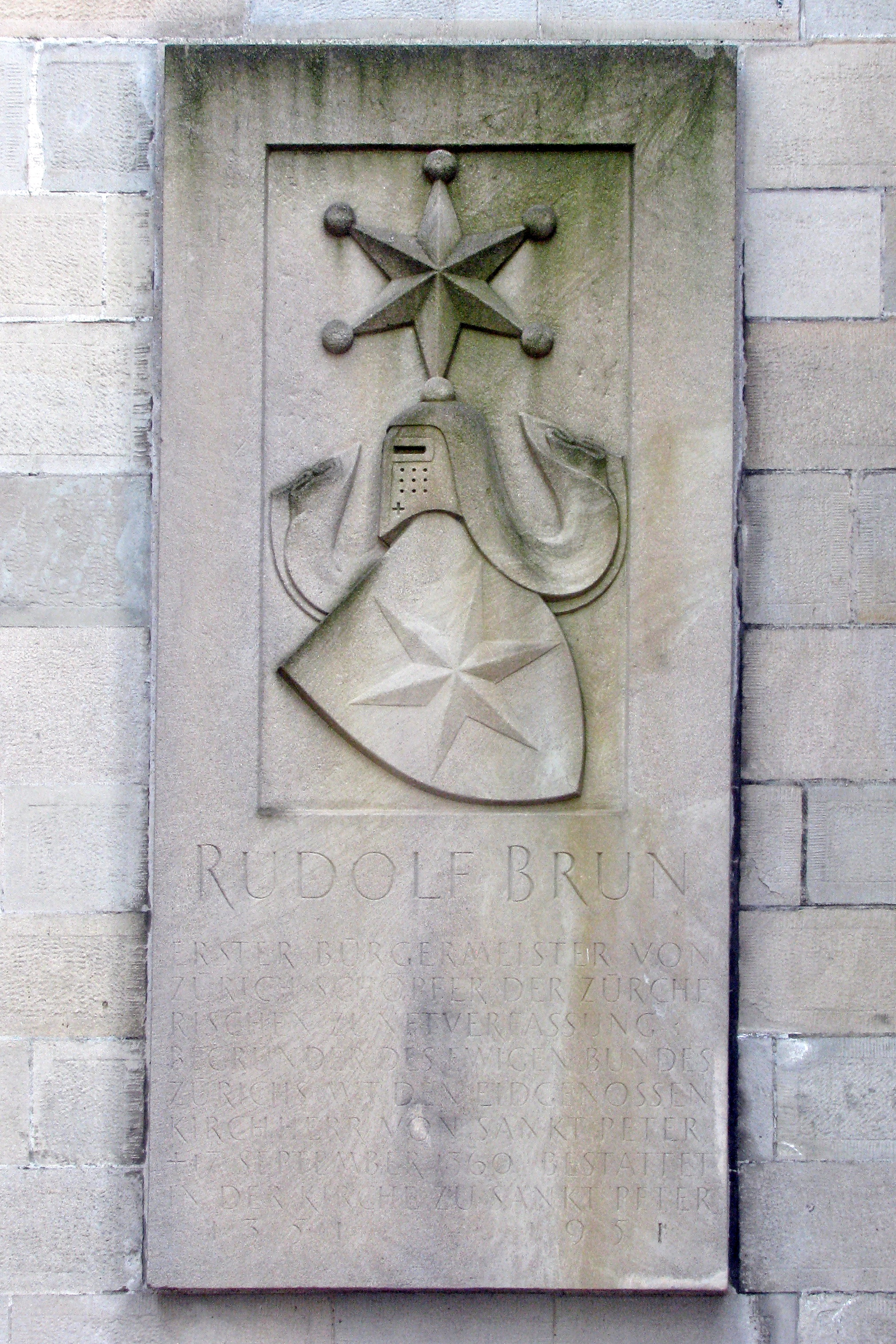
Lápida de Brun, Iglesia de San Pedro en Zúrich

Rudolf Brun (hacia 1290 - 17 de septiembre de 1360) fue el cabecilla de la revolución de los Gremios de Zúrich de 1336, y el primer alcalde independiente de la ciudad.
Desde 1234, Zúrich había sido gobernada por un concejo aristocrático. Un tercio de los concejales eran representantes de la nobleza y dos tercios provenían del patriciado de la ciudad, formado principalmente por comerciantes influyentes. El alcalde de la ciudad era nombrado entre estos por la abadesa del monasterio influyente Fraumünster.
Rudolf era el hijo de Jakob Brun, un concejal del municipio, y de Mechthild. Estaba casado con Margaretha Fütschi, hija de Ulrich, otra concejala. Rudolf fue concejal desde 1332 hasta 1336.
Brun derrocó al antiguo ayuntamiento con la ayuda de los artesanos de la ciudad en junio de 1336. De acuerdo con la nueva constitución, el concejo estaba ahora compuesto por 26 miembros, de los cuales 13 eran del Konstaffel, formado por la aristocracia; se requería que al menos 7 de los concejales tuvieran el título de Caballero. Los 13 concejales restantes eran los maestros del gremio de los 13 gremios (Zünfte) de la ciudad. En este sentido, la reforma de Brun no fue tanto una revolución como la creación de un equilibrio de poder entre la aristocracia y los gremios. Brun se reservó el título de alcalde vitalicio, y dominó el concejo hasta su muerte en 1360.
En 1337, Brun derrotó a sus opositores políticos, que se habían retirado a Rapperswil, en la Batalla de Grynau. En 1349, Brun encabezó una masacre de la comunidad judía de Zúrich, apoderándose de buena parte del botín. Un intento de golpe por parte de la oposición aristocrática fue reprimido enérgicamente en 1350, el  Conde Johann II de Rapperswil, líder de la oposición, fue arrestado, y las murallas de Rapperswil y su castillo fueron destruidos por orden de Brun. Zúrich bajo Brun se unió a la Confederación Suiza en 1351.
La influencia de los dos monasterios de la ciudad, el Grossmünster y el Fraumünster, se vio disminuida como resultado de la revolución de Brun, que había dominado Zúrich a lo largo de la Edad Media. Sin embargo, las abadesas de Fraumünster, tradicionalmente mujeres de la más alta nobleza, conservaron considerable influencia política, y el proceso solo se completó con la reforma de Ulrico Zuinglio en la década de 1520, cuando se cerraron los monasterios.

## Literatura
- A. Largiadèr. Bürgermeister R. Brun und die Zürcher Revolution von 1336 (1936)